# برج لوت العالمي
برج لوت العالمي Lotte World Tower هو ناطحة سحاب تقع في سيول في كوريا الجنوبية.
يبلغ ارتفاعها 555 متراً. افتتحت في 11 أبريل 2017، وهي حالياً أطول مبنى في كوريا الجنوبية وخامس أطول مبنى في العالم. 